# Panderichthys
Panderichthys is een geslacht van uitgestorven kwastvinnige vissen. Het dier leek uiterlijk sterk op Tiktaalik, maar had nog minder weg van viervoetigen door minder grote overeenkomsten in de schedel, dan bij Tiktaalik.